# Escazeaux
Escazeaux est une commune française située dans le sud-ouest du département de Tarn-et-Garonne, en région Occitanie.
Sur le plan historique et culturel, la commune est dans la Lomagne, une ancienne circonscription de la province de Gascogne ayant titre de vicomté, surnommée « Toscane française ».
Exposée à un climat océanique altéré, elle est drainée par le Lambon, le ruisseau de Tessonne, la Folie, l'Averan, le ruisseau d'en Vidalot et par divers autres petits cours d'eau. La commune possède un patrimoine naturel remarquable composé d'une zone naturelle d'intérêt écologique, faunistique et floristique.
Escazeaux est une commune rurale qui compte 289 habitants en 2022, après avoir connu un pic de population de 625 habitants en 1851.  Elle fait partie de l'aire d'attraction de Toulouse. Ses habitants sont appelés les Escazeausiens ou  Escazeausiennes.

## Géographie

### Localisation
Commune située en Lomagne.

### Communes limitrophes
Les communes limitrophes sont  Beaumont-de-Lomagne, Bouillac, Faudoas et Gariès.
|         | Beaumont-de-Lomagne |          |
| Faudoas | Escazeaux           | Bouillac |
|         | Gariès              |          |

### Hydrographie

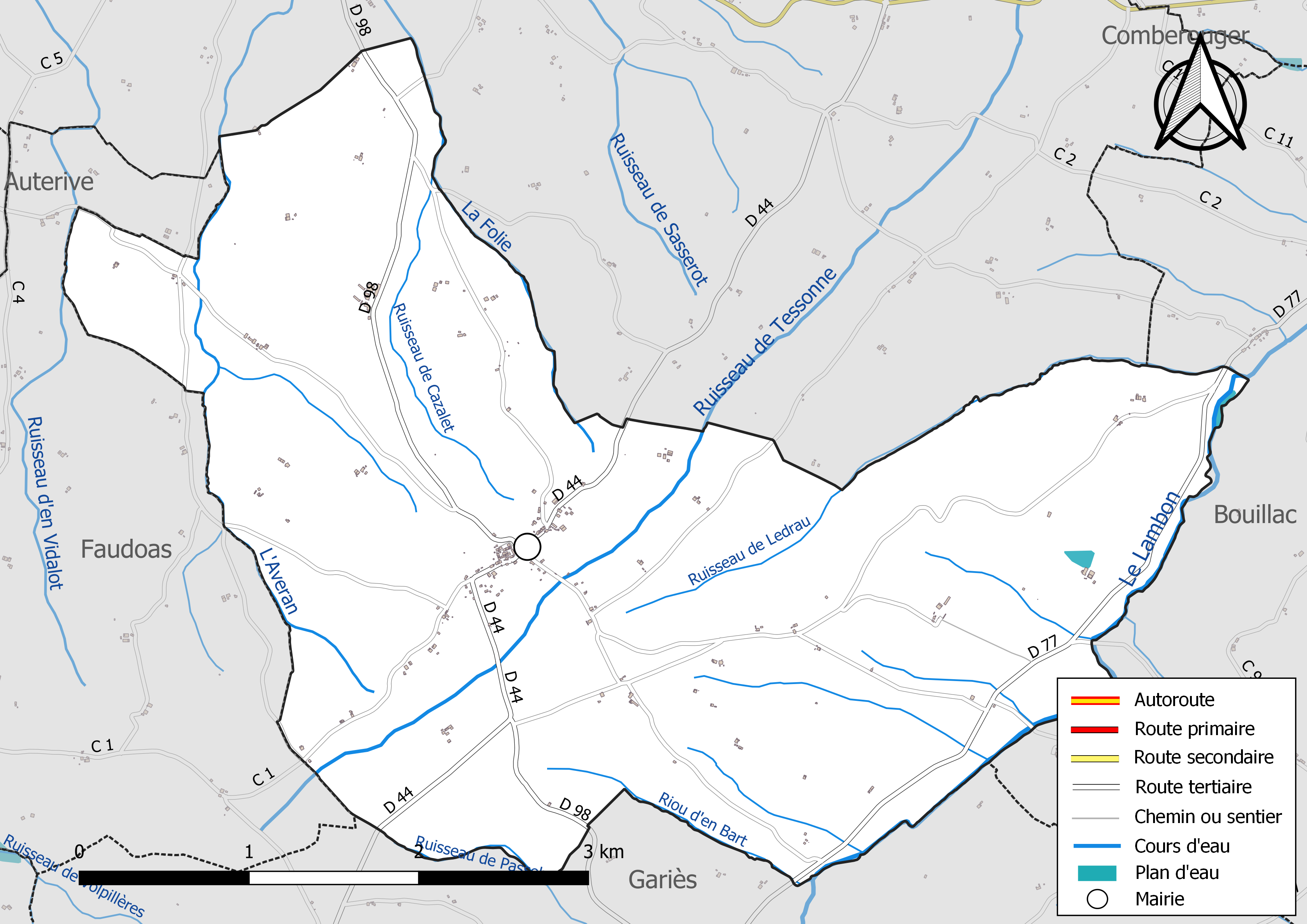
Réseaux hydrographique et routier d'Escazeaux.

La commune est dans le bassin versant de la Garonne, au sein du bassin hydrographique Adour-Garonne. Elle est drainée par le Lambon, le ruisseau de Tessonne, la Folie, L'Averan, le ruisseau d'en Vidalot, Riou d'en Bart, le ruisseau de Cazalet, le ruisseau de Ledrau, le ruisseau de Passebois et par divers petits cours d'eau, constituant un réseau hydrographique de 24 km de longueur totale,.
Le Lambon, d'une longueur totale de 25,8 km, prend sa source dans la commune de Brignemont et s'écoule du sud-ouest vers le nord-ouest. Il traverse la commune et se jette dans la Garonne à Mas-Grenier, après avoir traversé 9 communes.
Le ruisseau de Tessonne, d'une longueur totale de 21,8 km, prend sa source dans la commune de Faudoas et s'écoule du sud-ouest vers le nord-ouest. Il traverse la commune et se jette dans la Garonne à Bourret, après avoir traversé 10 communes.

### Climat
Pour des articles plus généraux, voir Climat de l'Occitanie et Climat de Tarn-et-Garonne.
En 2010, le climat de la commune est de type climat du Bassin du Sud-Ouest, selon une étude du Centre national de la recherche scientifique s'appuyant sur une série de données couvrant la période 1971-2000. En 2020, Météo-France publie une typologie des climats de la France métropolitaine dans laquelle la commune est exposée à un climat océanique altéré et est dans la région climatique Aquitaine, Gascogne, caractérisée par une pluviométrie abondante au printemps, modérée en automne, un faible ensoleillement au printemps, un été chaud (19,5 °C), des vents faibles, des brouillards fréquents en automne et en hiver et des orages fréquents en été (15 à 20 jours).
Pour la période 1971-2000, la température annuelle moyenne est de 13,2 °C, avec une amplitude thermique annuelle de 15,6 °C. Le cumul annuel moyen de précipitations est de 741 mm, avec 9,4 jours de précipitations en janvier et 5,7 jours en juillet. Pour la période 1991-2020, la température moyenne annuelle observée sur la station météorologique de Météo-France la plus proche, « Sérignac », sur la commune de Sérignac à 10 km à vol d'oiseau, est de 14,0 °C et le cumul annuel moyen de précipitations est de 690,5 mm. 
La température maximale relevée sur cette station est de 42,4 °C, atteinte le 24 août 2023 ; la température minimale est de −18,9 °C, atteinte le 16 janvier 1985,,.
Les paramètres climatiques de la commune ont été estimés pour le milieu du siècle (2041-2070) selon différents scénarios d'émission de gaz à effet de serre à partir des nouvelles projections climatiques de référence DRIAS-2020. Ils sont consultables sur un site dédié publié par Météo-France en novembre 2022.

### Milieux naturels et biodiversité

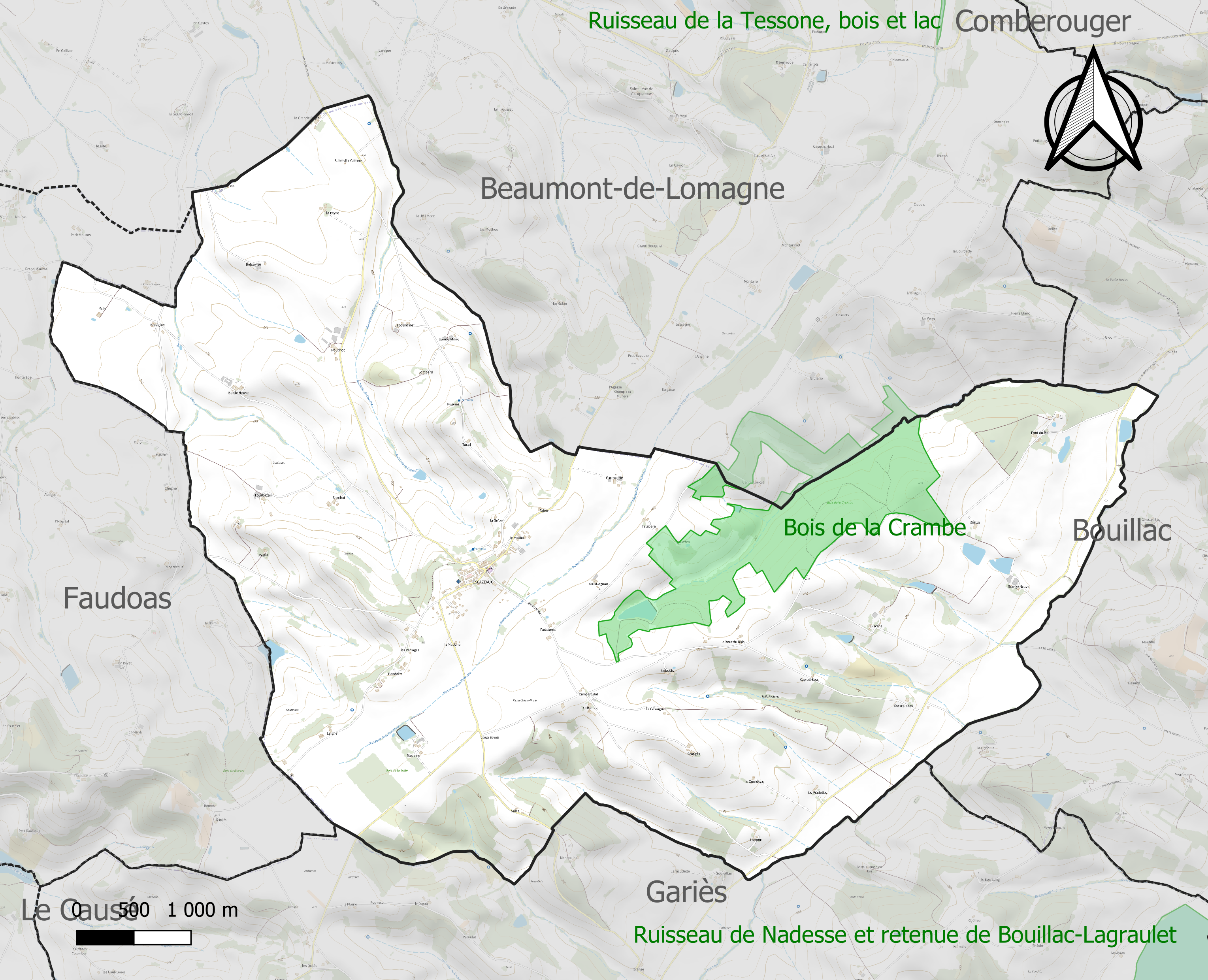
Carte de la ZNIEFF de type 1 localisée sur la commune.

L’inventaire des zones naturelles d'intérêt écologique, faunistique et floristique (ZNIEFF) a pour objectif de réaliser une couverture des zones les plus intéressantes sur le plan écologique, essentiellement dans la perspective d’améliorer la connaissance du patrimoine naturel national et de fournir aux différents décideurs un outil d’aide à la prise en compte de l’environnement dans l’aménagement du territoire.
Une ZNIEFF de type 1 est recensée sur la commune :
le « bois de la Crambe » (123 ha), couvrant 2 communes du département.

## Urbanisme

### Typologie
Au 1er janvier 2024, Escazeaux est catégorisée commune rurale à habitat très dispersé, selon la nouvelle grille communale de densité à sept niveaux définie par l'Insee en 2022.
Elle est située hors unité urbaine. Par ailleurs la commune fait partie de l'aire d'attraction de Toulouse, dont elle est une commune de la couronne,. Cette aire, qui regroupe 527 communes, est catégorisée dans les aires de 700 000 habitants ou plus (hors Paris),.

### Occupation des sols
L'occupation des sols de la commune, telle qu'elle ressort de la base de données européenne d’occupation biophysique des sols Corine Land Cover (CLC), est marquée par l'importance des territoires agricoles (89,3 % en 2018), en diminution par rapport à 1990 (90,9 %). La répartition détaillée en 2018 est la suivante : 
terres arables (82,2 %), forêts (10,7 %), zones agricoles hétérogènes (7,1 %). L'évolution de l’occupation des sols de la commune et de ses infrastructures peut être observée sur les différentes représentations cartographiques du territoire : la carte de Cassini (XVIIIe siècle), la carte d'état-major (1820-1866) et les cartes ou photos aériennes de l'IGN pour la période actuelle (1950 à aujourd'hui).

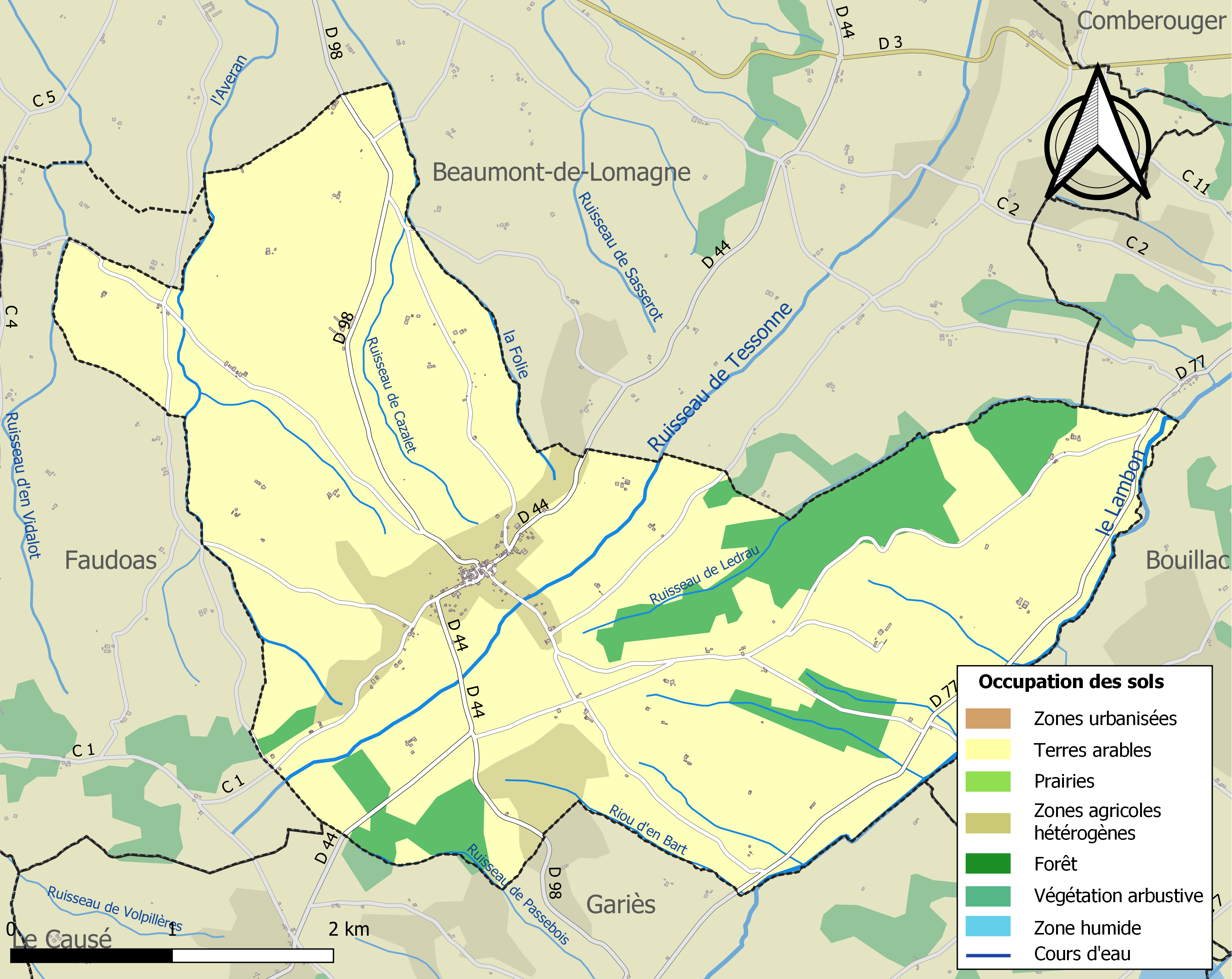
Carte des infrastructures et de l'occupation des sols de la commune en 2018 (CLC).

### Risques majeurs
Le territoire de la commune d'Escazeaux est vulnérable à différents aléas naturels : météorologiques (tempête, orage, neige, grand froid, canicule ou sécheresse), inondations, mouvements de terrains et séisme (sismicité très faible). Il est également exposé à un risque technologique,  le transport de matières dangereuses. Un site publié par le BRGM permet d'évaluer simplement et rapidement les risques d'un bien localisé soit par son adresse soit par le numéro de sa parcelle.

#### Risques naturels
Certaines parties du territoire communal sont susceptibles d’être affectées par le risque d’inondation par débordement de cours d'eau, notamment le Lambon et le ruisseau de Tessonne. La cartographie des zones inondables en ex-Midi-Pyrénées réalisée dans le cadre du XIe Contrat de plan État-région, visant à informer les citoyens et les décideurs sur le risque d’inondation, est accessible sur le site de la DREAL Occitanie. La commune a été reconnue en état de catastrophe naturelle au titre des dommages causés par les inondations et coulées de boue survenues en 1982, 1993, 1999, 2015 et 2018,.
Escazeaux est exposée au risque de feu de forêt. Le département de Tarn-et-Garonne présentant toutefois globalement un niveau d’aléa moyen à faible très localisé, aucun Plan départemental de protection des forêts contre les risques d’incendie de forêt (PFCIF) n'a été élaboré. Le débroussaillement aux abords des maisons constitue l’une des meilleures protections pour les particuliers contre le feu,.

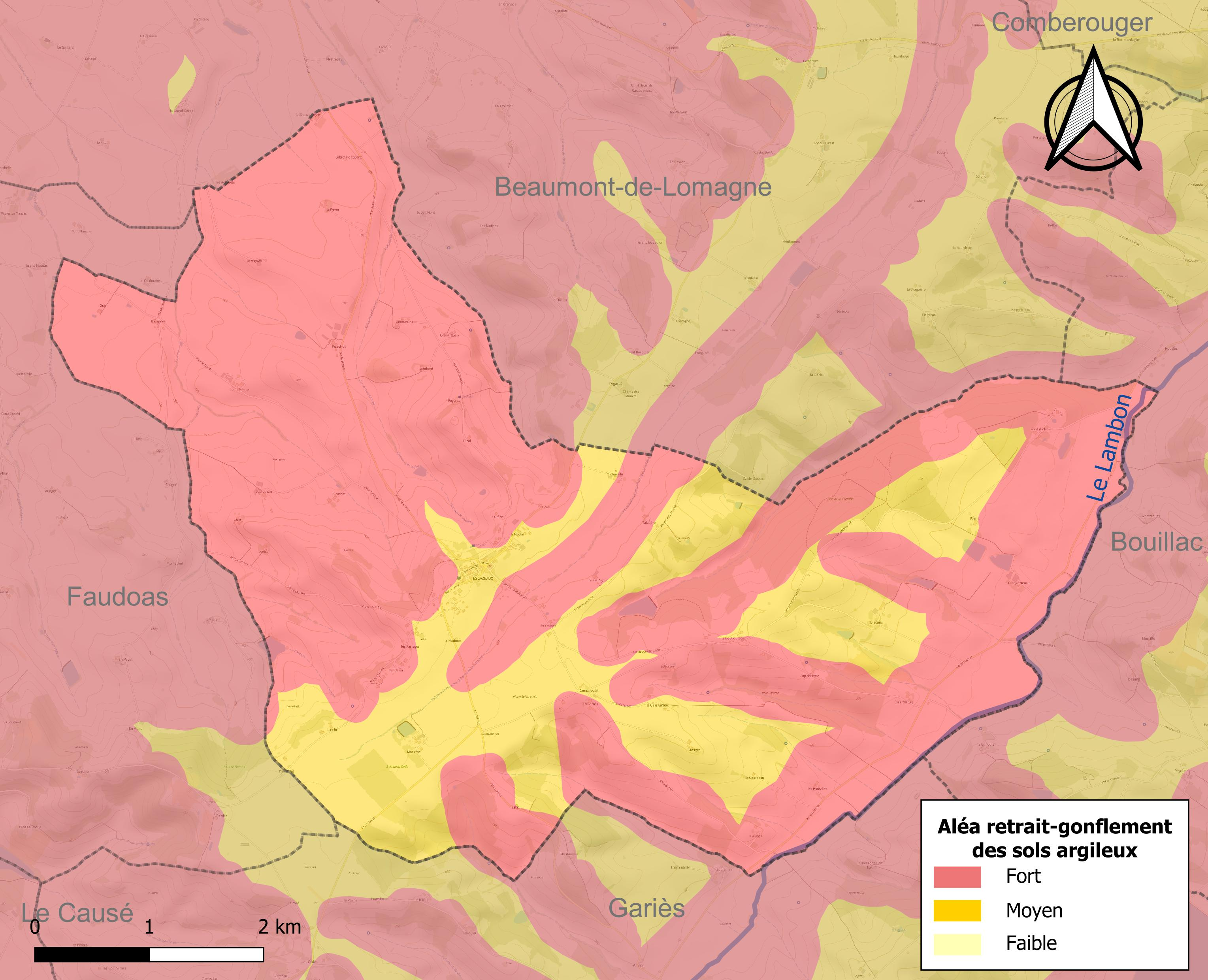
Carte des zones d'aléa retrait-gonflement des sols argileux d'Escazeaux.

Les mouvements de terrains susceptibles de se produire sur la commune sont des tassements différentiels.
Le retrait-gonflement des sols argileux est susceptible d'engendrer des dommages importants aux bâtiments en cas d’alternance de périodes de sécheresse et de pluie. La totalité de la commune est en aléa moyen ou fort (92 % au niveau départemental et 48,5 % au niveau national). Sur les 141 bâtiments dénombrés sur la commune en 2019, 141 sont en aléa moyen ou fort, soit 100 %, à comparer aux 96 % au niveau départemental et 54 % au niveau national. Une cartographie de l'exposition du territoire national au retrait gonflement des sols argileux est disponible sur le site du BRGM,.
Par ailleurs, afin de mieux appréhender le risque d’affaissement de terrain, l'inventaire national des cavités souterraines permet de localiser celles situées sur la commune.
Concernant les mouvements de terrains, la commune a été reconnue en état de catastrophe naturelle au titre des dommages causés par la sécheresse en 1989, 1991, 1992, 1998, 2003, 2009, 2011, 2012 et 2017 et par des mouvements de terrain en 1999.

#### Risques technologiques
Le risque de transport de matières dangereuses sur la commune est lié à sa traversée par des infrastructures routières ou ferroviaires importantes ou la présence d'une canalisation de transport d'hydrocarbures. Un accident se produisant sur de telles infrastructures est susceptible d’avoir des effets graves sur les biens, les personnes ou l'environnement, selon la nature du matériau transporté. Des dispositions d’urbanisme peuvent être préconisées en conséquence.

## Histoire
L'origine du nom vient de l'occitan es (les), casals (enclos entourant la maison, jardin).
Escazeaux est un ancien village muré qui a conservé de riches archives communales remontant au XIVe siècle. Ses coutumes furent accordées en 1271 par Bernard d'Astaffort et son fils. Elles accordèrent de nombreux avantages aux gens qui vinrent s'y installer, notamment une maison ou emplacement de maison avec plusieurs terres, dont une pour faire un verger. Du XIIIe siècle à la Révolution, cette seigneurie appartint aux vicomtes de Terride.
Escazeaux était un village fortifié. Quatre portes munies de ponts-levis donnaient sur les fossés. Les murailles à mâchicoulis étaient de loin en loin pouvues d'échauguettes reliées par un chemin de ronde ; il est question d'une forteresse en 1403. Le village avait aussi un petit hôpital entretenu par des legs charitables.
L’église paroissiale, dédiée à saint Séverin, fut construite pendant la Guerre de Cent Ans et ruinée au XVIe siècle pendant les Guerres de Religion ; elle a été rebâtie au XIXe siècle sur les plans de Gabriel Bréfeil. De style néo-gothique son clocher-tour carré abrite une cloche datée de 1594, portant l’inscription latine « Post tenebras spero lucem », qui signifie Après les ténèbres, j’attends la lumière ; elle rappelle les inquiétudes de l’Église pendant les guerres de Religion.

## Politique et administration
| Période                                  | Période  | Identité       | Étiquette | Qualité |
| ---------------------------------------- | -------- | -------------- | --------- | ------- |
| mars 2001                                | 2008     | Jean Martinet  |           |         |
| mars 2008                                | 2020     | Francis Duilhé |           |         |
| 2020                                     | En cours | Gérard Latapie |           |         |
| Les données manquantes sont à compléter. |          |                |           |         |

## Démographie
| 1793 | 1800 | 1806 | 1821 | 1831 | 1836 | 1841 | 1846 | 1851 |
| ---- | ---- | ---- | ---- | ---- | ---- | ---- | ---- | ---- |
| 489  | 469  | 534  | 589  | 614  | 612  | 607  | 600  | 625  |

| 1856 | 1861 | 1866 | 1872 | 1876 | 1881 | 1886 | 1891 | 1896 |
| ---- | ---- | ---- | ---- | ---- | ---- | ---- | ---- | ---- |
| 590  | 582  | 561  | 531  | 543  | 556  | 553  | 525  | 450  |

| 1901 | 1906 | 1911 | 1921 | 1926 | 1931 | 1936 | 1946 | 1954 |
| ---- | ---- | ---- | ---- | ---- | ---- | ---- | ---- | ---- |
| 431  | 421  | 401  | 357  | 357  | 356  | 337  | 287  | 302  |

| 1962 | 1968 | 1975 | 1982 | 1990 | 1999 | 2006 | 2008 | 2013 |
| ---- | ---- | ---- | ---- | ---- | ---- | ---- | ---- | ---- |
| 303  | 275  | 242  | 231  | 227  | 222  | 274  | 282  | 289  |

| 2018 | 2022 | - | - | - | - | - | - | - |
| ---- | ---- | - | - | - | - | - | - | - |
| 287  | 289  | - | - | - | - | - | - | - |

## Économie

### Revenus
En 2018, la commune compte 110 ménages fiscaux, regroupant 281 personnes. La médiane du revenu disponible par unité de consommation est de 21 140 € (20 140 € dans le département).

### Emploi
|                | 2008  | 2013   | 2018   |
| -------------- | ----- | ------ | ------ |
| Commune        | 9,3 % | 8,8 %  | 8,6 %  |
| Département    | 8,4 % | 10,2 % | 10,3 % |
| France entière | 8,3 % | 10 %   | 10 %   |

En 2018, la population âgée de 15 à 64 ans s'élève à 162 personnes, parmi lesquelles on compte 77,8 % d'actifs (69,1 % ayant un emploi et 8,6 % de chômeurs) et 22,2 % d'inactifs,. En  2018, le taux de chômage communal (au sens du recensement) des 15-64 ans est inférieur à celui de la France et du département, alors qu'en 2008 la situation était inverse.
La commune fait partie de la couronne de l'aire d'attraction de Toulouse, du fait qu'au moins 15 % des actifs travaillent dans le pôle,. Elle compte 29 emplois en 2018, contre 40 en 2013 et 43 en 2008. Le nombre d'actifs ayant un emploi résidant dans la commune est de 115, soit un indicateur de concentration d'emploi de 25,3 % et un taux d'activité parmi les 15 ans ou plus de 55,8 %.
Sur ces 115 actifs de 15 ans ou plus ayant un emploi, 19 travaillent dans la commune, soit 17 % des habitants. Pour se rendre au travail, 87,8 % des habitants utilisent un véhicule personnel ou de fonction à quatre roues, 3,5 % s'y rendent en deux-roues, à vélo ou à pied et 8,7 % n'ont pas besoin de transport (travail au domicile).

### Activités hors agriculture
12 établissements sont implantés  à Escazeaux au 31 décembre 2019.
Le secteur de l'administration publique, l'enseignement, la santé humaine et l'action sociale est prépondérant sur la commune puisqu'il représente 16,7 % du nombre total d'établissements de la commune (2 sur les 12 entreprises implantées  à Escazeaux), contre 13,6 % au niveau départemental.

### Agriculture
La commune est dans la Lomagne, une petite région agricole située dans le sud-ouest du département de Tarn-et-Garonne. En 2020, l'orientation technico-économique de l'agriculture  sur la commune est la culture de céréales et/ou d'oléoprotéagineuses. 
|               | 1988  | 2000  | 2010  | 2020  |
| ------------- | ----- | ----- | ----- | ----- |
| Exploitations | 35    | 30    | 20    | 16    |
| SAU (ha)      | 1 578 | 1 728 | 1 607 | 1 590 |

Le nombre d'exploitations agricoles en activité et ayant leur siège dans la commune est passé de 35 lors du recensement agricole de 1988  à 30 en 2000 puis à 20 en 2010 et enfin à 16 en 2020, soit une baisse de 54 % en 32 ans. Le même mouvement est observé à l'échelle du département qui a perdu pendant cette période 57 % de ses exploitations,. La surface agricole utilisée sur la commune a quant à elle augmenté, passant de 1 578 ha en 1988 à 1 590 ha en 2020. Parallèlement la surface agricole utilisée moyenne par exploitation a augmenté, passant de 45 à 99 ha.

## Culture locale et patrimoine

### Lieux et monuments
- Église Saint-Séverin d'Escazeaux. L'édifice est référencé dans la base Mérimée et à l'Inventaire général Région Occitanie[33]. Plusieurs objets sont référencés dans la base Palissy[33].

## Pour approfondir